# Kolej gondolowa „Polinka” we Wrocławiu
Kolej gondolowa „Polinka” we Wrocławiu – całoroczna kolej gondolowa we Wrocławiu, kursująca nad Odrą pomiędzy głównym kampusem Politechniki Wrocławskiej na Wybrzeżu Stanisława Wyspiańskiego, a Geocentrum przy ul. Na Grobli. 

## Parametry

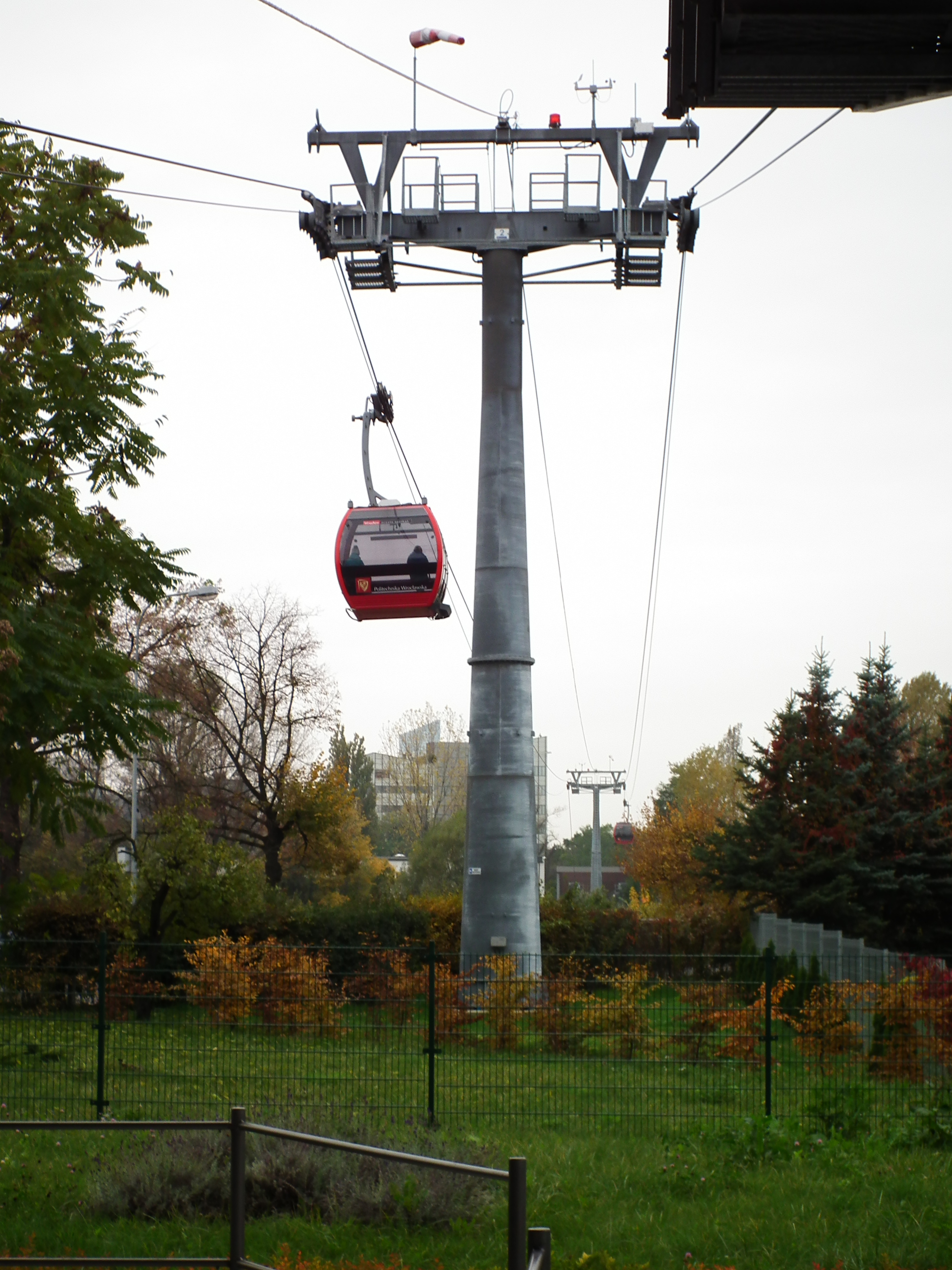
Podpora północna

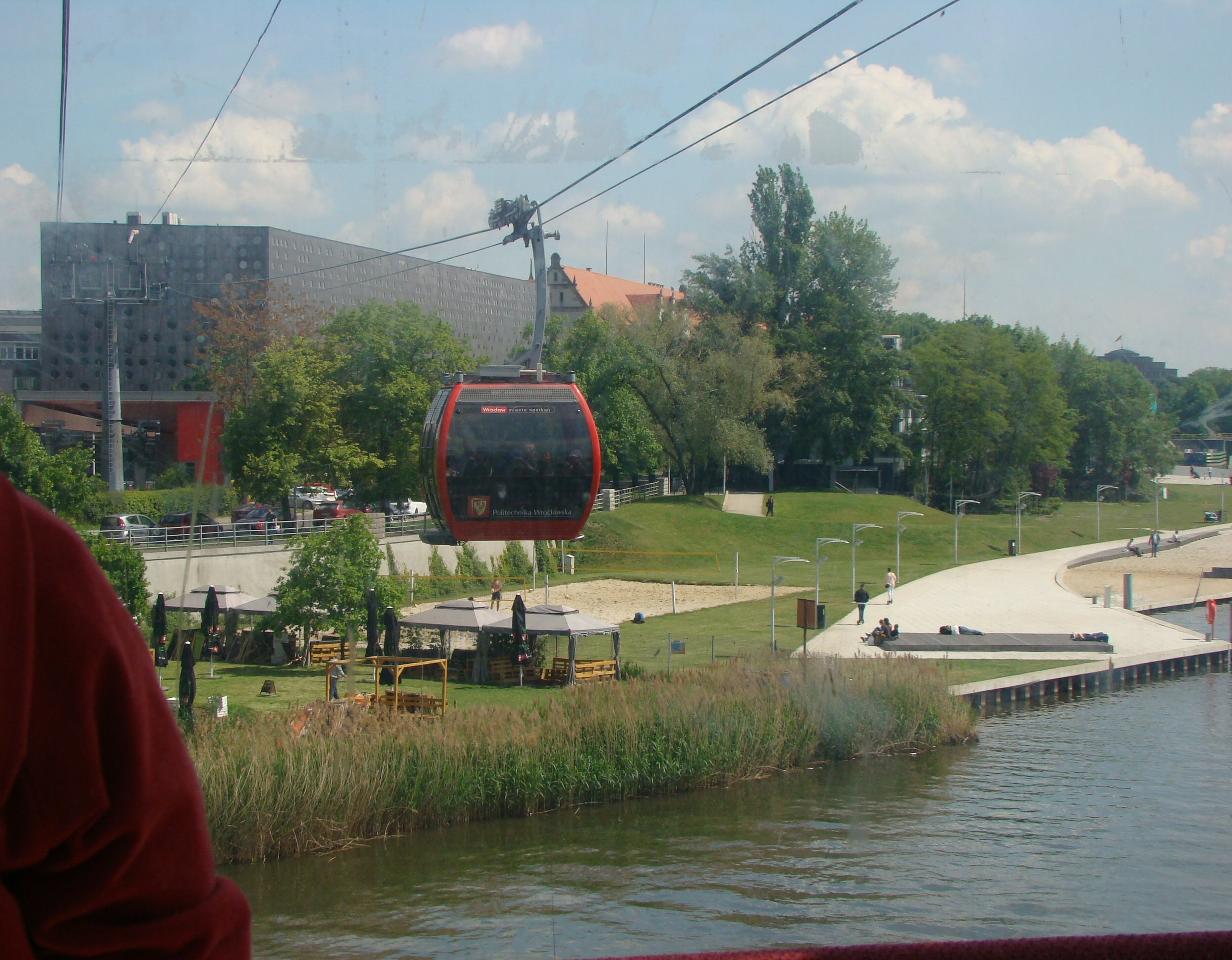
„Polinka”

Kolej wybudował Doppelmayr Garaventa Group, a jej operatorem jest Politechnika Wrocławska. Linia ma długość 373 metry, czas jazdy wynosi 1,95 minuty, maksymalna prędkość jazdy to 5 m/s. Każda gondola zabiera maksymalnie 15 osób. Przepustowość maksymalna wynosi 366 osób na godzinę.

## Historia
Kolej została oddana do użytku 1 października 2013. Od 1 lutego 2014 przejazd koleją jest bezpłatny wyłącznie dla pracowników i studentów Politechniki Wrocławskiej. Ceny biletów są takie same jak biletów na linie normalne i podmiejskie wrocławskiej komunikacji zbiorowej, ale obowiązuje specjalny wzór (bilet według standardowego wzoru – na przejazdy komunikacją zbiorową, nie uprawnia do przejazdu Polinką i odwrotnie).